# Chabařovice
Chabařovice là một thị trấn thuộc huyện Ústí nad Labem, vùng Ústecký, Cộng hòa Séc.